# Strigocossus mediopallens
Strigocossus mediopallens is een vlinder uit de familie van de Houtboorders (Cossidae). De wetenschappelijke naam van deze soort is voor het eerst gepubliceerd in 1968 door David Stephen Fletcher.
De soort komt voor in Ethiopië en Oeganda.